# 子母牌牛奶馬來西亞公司
子母牌牛奶馬來西亞公司（英語：Dutch Lady Milk Industries Berhad）是馬來西亞的牛乳和乳製品製造商，成立於1963年5月，原為荷蘭菲仕蘭食品的子公司，後因該公司與康柏尼公司合併而改隸屬於其合作社公司菲仕蘭康柏尼。子母牌牛奶馬來西亞公司的產品包括成長奶、超高溫消毒奶、巴氏奶、滅菌奶、家庭奶粉、低脂和0脂優格等。

## 歷史
子母牌牛奶馬來西亞公司於1963年5月28日以太平洋牛奶馬來亞私人有限公司（Pacific Milk Industries (Malaya) Sdn Bhd）之名成立，並受託在八打靈再也的工廠生產甜煉奶，成為菲仕蘭食品在荷蘭本土以外的首家生產商。在擴大其業務前，該公司開始將產品銷往亞洲和大洋洲的國家和地區。
1968年9月24日，子母牌牛奶馬來西亞公司於新加坡證券交易所（今新加坡交易所）和吉隆坡證券交易所（今馬來西亞股票交易所）公開上市，為首家在該兩間證交所上市的牛奶公司。自1970年代起，該公司開始使用超高溫消毒法（UHT）處理和包裝牛奶。1975年，該公司更名為子嬰牌牛奶馬來亞有限公司（Dutch Baby Milk Industries (Malaya) Berhad）；2000年，該公司因經營現代化而再次更名為子母牌牛奶馬來西亞公司。
1983年，該公司以塑膠瓶裝售滅菌奶；1986年開始生產冷凍奶；1988年向馬來西亞市場販售水果優格和成長奶。2011年，根據《婆羅洲郵報》報導，子母牌牛奶佔據了馬來西亞成長奶40％的市場份額。根據該公司2012年的第一季度財報顯示，營收同比增長了9％，淨利潤為2750萬馬來西亞令吉。

## 外部連結
- 子母牌牛奶馬來西亞公司